# Aleja Wojska Polskiego w Lwówku Śląskim
Aleja Wojska Polskiego (niem. Promenaden Strasse) – ważna ulica w Lwówku Śląskim, o długości 1900 m. Przebiega wokół starego miasta, wzdłuż średniowiecznych murów obronnych. Stanowi część głównej arterii komunikacyjnej Lwówka Śląskiego i dróg wojewódzkich 364 oraz 297. Północno-zachodnia część alei to droga powiatowa nr 2541D.
Skrzyżowanie tej ulicy z ul. Jakuba Jaśkiewicza uważane jest za najbardziej ruchliwy punkt miasta.

## Przebieg
Przyjmując, że aleja Wojska Polskiego zaczyna się od skrzyżowania z ul. Henryka Sienkiewicza i ul. Jakuba Jaśkiewicza, to droga krzyżuje się z ul. Siergieja Krawczyńskiego, następnie z ul. Targową z prawej i 60 m dalej z ul. Marii Konopnickiej z lewej. Na 500. metrze droga ta krzyżuje się z ul. Przyjaciół Żołnierza z prawej i ul. Bolesława Chrobrego z lewej (wjazd do centrum miasta). Przy szkole podstawowej nr 2 im. Bohaterów 10-tej Sudeckiej Dywizji Piechoty znajduje się sygnalizacja świetlna. Dalej droga trzykrotnie krzyżuje się z prawej strony z ulicami: Zwycięzców, Jana Pawła II i Partyzantów.

## Historia
Do 1945 roku aleje nosiły niemieckojęzyczną nazwę Promenaden Strasse (ulica Promenadowa), ze względu na reprezentacyjny charakter ulicy. Szeroka ulica, zabudowana była majestatycznymi budynkami. Usunięcie fosy i częściowa likwidacja fortyfikacji miejskich skutkowała pojawieniem się nowych, atrakcyjnych inwestycyjnie terenów, położonych bezpośrednio przy centrum miasta.

### Zabytki i historyczne obiekty
- Pałac Hohenzollernów (al. Wojska Polskiego 25a) – klasycystyczny pałac w Lwówku Śląskim, dawna zimowa rezydencja księcia Konstantyna von Hohenzollerna w Lwówku Śląskim, obecnie budynek służy jako siedziba gminy i miasta Lwówek Śląski i straży miejskiej
- Cmentarz komunalny (al. Wojska Polskiego 19) – największy, zabytkowy cmentarz w Lwówku Śląskim, jeden z większych w powiecie lwóweckim
- Planty
- Mury obronne

### Przebudowa w 2010 roku
W 2010 roku przeprowadzono gruntowną przebudowę północno-zachodniej części alei Wojska Polskiego (część drogi powiatowej nr 2541D). Przebudowa objęła położenie od nowa nawierzchni asfaltowej, wyłożenie chodników nową kostką chodnikową i postawienie nowych lamp. Na remont przeznaczono blisko 790 tys. zł.